# Pierre Guérin de Tencin
Pierre Guérin de Tencin (ur. 22 sierpnia 1680 w Grenoble, zm. 2 marca 1758 w Lyonie) – francuski kardynał.

## Życiorys
Urodził się 22 sierpnia 1680 roku w Grenoble, jako syn Antoine’a Guérina i Louise de Buffévent (jego siostrą była Claudine Guérin de Tencin). Studiował na Sorbonie, gdzie uzyskał doktorat z teologii. 12 czerwca 1724 roku został arcybiskupem Embrun, a 2 lipca przyjął sakrę. Jednocześnie został asystentem Tronu Papieskiego. Na terenie swojej diecezji gorliwie zwalczał jansenizm, a na synodzie diecezjalnym zawiesił biskupa Jeana Soanena z Senezu, który protestował przeciwko konstytucji apostolskiej Unigenitus. 23 lutego 1739 roku został kreowany kardynałem prezbiterem i otrzymał kościół tytularny Santi Nereo ed Achilleo. W latach 1739–1742 był ambasadorem Francji przy Stolicy Apostolskiej. W 1740 roku został arcybiskupem Lyonu, a dwa lata później – ministrem stanu Francji. Zmarł 2 marca 1758 roku w Lyonie.